# دونتس (استان بلگورود)
دونتس (انگلیسی: Donets, Belgorod Oblast) یک شهرک در بخش پروخوروفسکی استان بلگورود کشور روسیه است.